# Arkuszewo (Gniezno)
Arkuszewo – osiedle we wschodniej części Gniezna przy drodze krajowej nr 15 (ul. Roosevelta), liczące około 2.000 mieszkańców. 

## Zabudowa
Zabudowa jednorodzinna (z lat 70. i 80.) w centralnej części, zabudowa przemysłowa w zachodniej części i zabudowa jednorodzinna (nowa) we wschodniej części.  Od zachodu graniczy z dzielnicą Konikowo, od północy graniczy z dzielnicą Róża, od południa z dzielnicą Kawiary, od wschodu ze wsią Jankówko.

## Obiekty
- kościół bł. Jolenty
- ZE "Enea S.A."